# Naroa Agirre

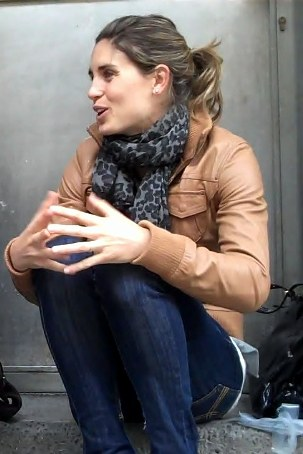
Naroa Agirre im März 2010

Naroa Agirre Kamio (* 15. Mai 1979 in San Sebastián) ist eine spanische Stabhochspringerin. Sie ist spanische Rekordhalterin im Stabhochsprung.

## Karriere
Naroa Agirre belegte bei den Leichtathletik-Europameisterschaften 2002 in München mit 4,30 m den zehnten Platz. Bei den nächsten drei Großereignissen, den Hallenweltmeisterschaften 2003 und 2004 sowie den Weltmeisterschaften 2003, scheiterte sie jeweils in der Qualifikation. Die Olympischen Spiele 2004 in Athen liefen für sie mit 4,40 m und einem sechsten Platz deutlich besser. Bei den Halleneuropameisterschaften 2005 reichte es mit 4,30 m wieder nicht fürs Weiterkommen. Bei den Weltmeisterschaften in Helsinki im gleichen Jahr belegte Agirre mit 4,35 m Platz neun. 2006 wurde sie bei den Hallenweltmeisterschaften in Moskau mit 4,50 m Sechste und bei den Europameisterschaften in Göteborg mit 4,45 m Siebte. Im Jahr darauf schied sie bei den Halleneuropameisterschaften in Birmingham mit 4,40 m und bei den Weltmeisterschaften in Osaka mit 4,50 m wieder zweimal in der Qualifikation aus. Bei den Hallenweltmeisterschaften 2008 belegte sie mit 4,40 m Rang neun. Das sollte vorerst ihre letzte Finalteilnahme bleiben, denn sowohl bei den Olympischen Spielen 2008 in Peking als auch bei den Weltmeisterschaften 2009 in Berlin, den Europameisterschaften 2010 in Barcelona und den Halleneuropameisterschaften 2011 in Paris bedeutete die Qualifikation das vorzeitige Aus für sie.
Naroa Agirre wurde bislang insgesamt sechsmal Spanische Meisterin im Freien (2003, 2006–2010) und achtmal in der Halle (2000, 2003, 2005–2010). Sie ist 1,77 m groß und hat ein Wettkampfgewicht von 64 kg.

## Bestleistungen
- Stabhochsprung: 4,50 m, 28. Mai 2006, Saulheim
  - Halle: 4,56 m, 17. Februar 2007, Sevilla